# Gerhard Lahr
Gerhard Lahr (* 11. Januar 1938 in Reichenbach, Vogtland; † 23. November 2012 in Berlin) war ein deutscher Illustrator.

## Leben
Gerhard Lahr besuchte von 1944 bis 1952 die Weinholdschule in Reichenbach und absolvierte danach eine zweijährige Lehre als Plakat- und Schriftmaler (Gebrauchswerber) im Kaufhaus am Graben in Reichenbach. Von 1956 bis 1959 studierte er Gebrauchsgrafik an der Fachschule für Angewandte Kunst Magdeburg (die vormalige Kunstgewerbe- und Handwerkerschule Magdeburg), u. a. beim Typografen Karl-Heinz Lange und dem Gebrauchsgrafiker Karl-Heinz Leue (* 1920). Nach vorübergehender Tätigkeit bei der Deutschen Werbeagentur in Dessau, u. a. gemeinsam mit Rolf Händler, begann er 1962 ein Studium an der Hochschule für Grafik und Buchkunst in Leipzig, das er jedoch abbrach. Seit 1963 lebte er freischaffend in Berlin-Altglienicke, wo er zum Künstlerkreis um Werner Stötzer gehörte, mit dem er auch gemeinsam zeichnete. Lahr arbeitete vor allem als Buch- und Zeitschriftenillustrator. Auf dem Gebiet des Kinder- und Jugendbuches gehörte er zu den bekanntesten und wichtigsten Illustratoren seiner Generation im Osten Deutschlands. Sein Werk umfasst über 150 Kinder-, Jugend- und Schulbücher.
Lahr war von 1967 bis 1990 Mitglied des Verbands Bildender Künstler der DDR. Er unternahm 1978 eine Studienreise nach Archangelsk und 1979 nach Venedig. Lahr hatte in der DDR und im Ausland eine bedeutende Zahl von Ausstellungen.
Die Grabstätte Lahrs befindet sich auf dem Evangelischen Friedhof Altglienicke.

## Rezeption
„Mit seinen künstlerisch anspruchsvollen Arbeiten und der Poesie seiner Bilder hatte er Anteil an der Buchkultur der DDR, die auch über deren Grenzen hinaus Anerkennung fand.“
Hans-Eberhard Ernst (* 1933)

## Ehrungen
- 1969, 1972, 1973 und 1979 Preis „Schönstes Buch“ der Internationalen Buchkunstausstellung Leipzig
- 1982 Hans-Baltzer-Preis des Kinderbuchverlags Berlin für Illustratoren
- Ehrenbürger der Stadt Reichenbach[3]

## Fotografische Darstellung Lahrs
- Klaus Morgenstern: Gerhard Lahr (1986)[4]

## Buchillustrationen (unvollständig)
- Herbert Friedrich: Krawitter, Krawatter. (mehrere Bücher) Der Kinderbuchverlag Berlin.
- Barbara Augustin: Antonella und ihr Weihnachtsmann. Der Kinderbuchverlag, Berlin 1969.
- Hannes Hüttner: Bei der Feuerwehr wird der Kaffee kalt, Der Kinderbuchverlag Berlin, 1969.
- L. Saweljew: Drei Tage im Oktober. Der Kinderbuchverlag Berlin, 1970.
- Wilhelm Hauff: Märchen. Der Kinderbuchverlag, Berlin 1972.

- Heinz Kahlau: Der Rittersporn blüht blau im Korn. Der Kinderbuchverlag Berlin, 1972 (Reihe „ABC ich kann lesen“).
- Wieviel Blätter hat ein Baum?; Altberliner Verlag Lucie Groszer, 1975.

- Eva Lips: Sie alle heißen Indianer, Der Kinderbuchverlag, Berlin 1976, 2. Aufl.
- Pierre Gamarra: Der Regenbogentee. Der Kinderbuchverlag, Berlin 1977.
- Gerda Rottschalk; Die große Sonne. Der Kinderbuchverlag, Berlin 1980.
- Stendhal: Rot und Schwarz. Verlag Neues Leben, Berlin, 1983.
- Howden D. Smith: Porto Bello Gold. Der Kinderbuchverlag Berlin, 1985.
- Jack London: Phantastische Erzählungen. Verlag Neues Leben, 1988.
- Rumpelstilzchen und andere beliebte Kindermärchen. Moewig-Verlag, Rastatt 1993.
- Hannes Hüttner: Kater Willi hebt ab. Der Kinderbuchverlag, Berlin 1994.

## Werksbestände
- Kinder- und Jugendbuchabteilung der Staatsbibliothek zu Berlin: umfangreiches Depositum künstlerischer Arbeiten
- Forum Gestaltung, Magdeburg: Konvolut aus 300 Arbeiten aus der Studienzeit in Magdeburg, vor allem Zeichnungen

## Ausstellungen (unvollständig)

### Einzelausstellungen
- 1980: Leipzig, Galerie der Georg-Maurer-Bibliothek
- 1982: Troisdorf, Bilderbuchmuseum Burg Wissem („Bilderbuch-Kunst in der DDR“. Mit Albrecht von Bodecker, Klaus Ensikat, Bernhard Nast und Hans Ticha)
- 1983: München, Internationale Jugendbibliothek („Fünf Kinderbuchillustratoren aus der DDR". Mit Albrecht von Bodecker, Klaus Ensikat, Bernhard Nast und Hans Ticha“)
- 2015: Wünsdorf, Neue Galerie (mit Heike Adner, Rainer Ehrt, Angela Hampel, Andreas A. Jähnig, Andrea Lange, Helge Leiberg und Nuria Quevedo)

#### Postum
2018: Reichenbach, Neuberin-Museum („Die Schenkung“)

### Ausstellungsbeteiligungen
- 1972/1973, 1977/1978 und 1982/1983: Dresden, VII. bis IX. Kunstausstellung der DDR
- 1979: Berlin, Ausstellungszentrum am Fernsehturm („Buchillustrationen in der DDR. 1949 – 1979“)
- 1979 und 1986: Berlin, Bezirkskunstausstellungen
- 1984: Berlin, Galerie am Prater („Kinderbuchillustrationen“)
- postum 2023: Magdeburg, Forum Gestaltung (Werke von Künstlern und Ge-staltern der ehemaligen Fachschule für angewandte Kunst Magdeburg)